# Slobodan Štambuk
Slobodan Štambuk (Selza, 1º marzo 1941 – Spalato, 27 settembre 2023) è stato un vescovo cattolico croato.

## Biografia
Nato a Selza, sull'isola di Brazza, intraprende gli studi liceali e teologici a Zara.
Viene ordinato sacerdote del clero di Lesina il 3 luglio 1966.
Il 30 marzo 1989 è nominato vescovo di Lesina e consacrato il successivo 30 aprile dall'arcivescovo Gabriel Montalvo Higuera (pro-nunzio apostolico in Jugoslavia), co-consacranti l'arcivescovo Ante Jurić (arcivescovo di Spalato-Macarsca) ed il vescovo Celestin Bezmalinović (vescovo emerito di Lesina).
Il 9 marzo 2018 papa Francesco accoglie la sua rinuncia al governo pastorale della diocesi per raggiunti limiti di età.

## Genealogia episcopale
La genealogia episcopale è:
- Cardinale Scipione Rebiba
- Cardinale Giulio Antonio Santori
- Cardinale Girolamo Bernerio, O.P.
- Arcivescovo Galeazzo Sanvitale
- Cardinale Ludovico Ludovisi
- Cardinale Luigi Caetani
- Cardinale Ulderico Carpegna
- Cardinale Paluzzo Paluzzi Altieri degli Albertoni
- Papa Benedetto XIII
- Papa Benedetto XIV
- Papa Clemente XIII
- Cardinale Marcantonio Colonna
- Cardinale Giacinto Sigismondo Gerdil, B.
- Cardinale Giulio Maria della Somaglia
- Cardinale Carlo Odescalchi, S.I.
- Cardinale Costantino Patrizi Naro
- Cardinale Lucido Maria Parocchi
- Papa Pio X
- Papa Benedetto XV
- Papa Pio XII
- Cardinale Eugène Tisserant
- Papa Paolo VI
- Arcivescovo Gabriel Montalvo Higuera
- Vescovo Slobodan Štambuk